# Huwwarah
Huwwarah (în arabă حوّاره), de asemenea, scris Huwwara și Huwarrahsau Hawwarah, este un sat în nordul Iordaniei. Este situat în Guvernoratul Irbid, și este unul dintre numeroasele sate agricole din câmpiile fertile de noroi ale Hauran. Câmpiile noroioase din Hauran fac legătura între Înălțimile Golan din vest și deșertul Sham la est. Partea de sud a Hauran este în Iordania de Nord. Huwwarah dacă este flancat de siturile antice din Ramoth-Gilead (Ramtha) în Gilead la est și Arabella (Irbid) la vest. La nord, se învecinează cu Sal și Bishra, iar la sud și sud-est se învecinează cu Sareeh.
În 2015, satul avea o populație de 23.929 locuitori. Cele două mari familii (triburi sau clanuri) din Huwarra sunt: cea mai mare familie Clan Al- Gharaibeh și Familia Al-Shatnawi (în legătură cu) Familia Al-Shara (Cele mai mari două triburi). Alte (triburi/clanuri) includ: Al-Shara (același) Al-Shar' sau Al-Shroo', Al-Sawalha, Al-Ghuzlan, Al-Haddad, Al-Karasneh (considerat a fi coloniștii originali ai satului), Al-Lawabneh și Al-Tanash. Este renumit pentru solul său bogat (sol noroios ruginiu) și culturile de grâu.

## Geografie

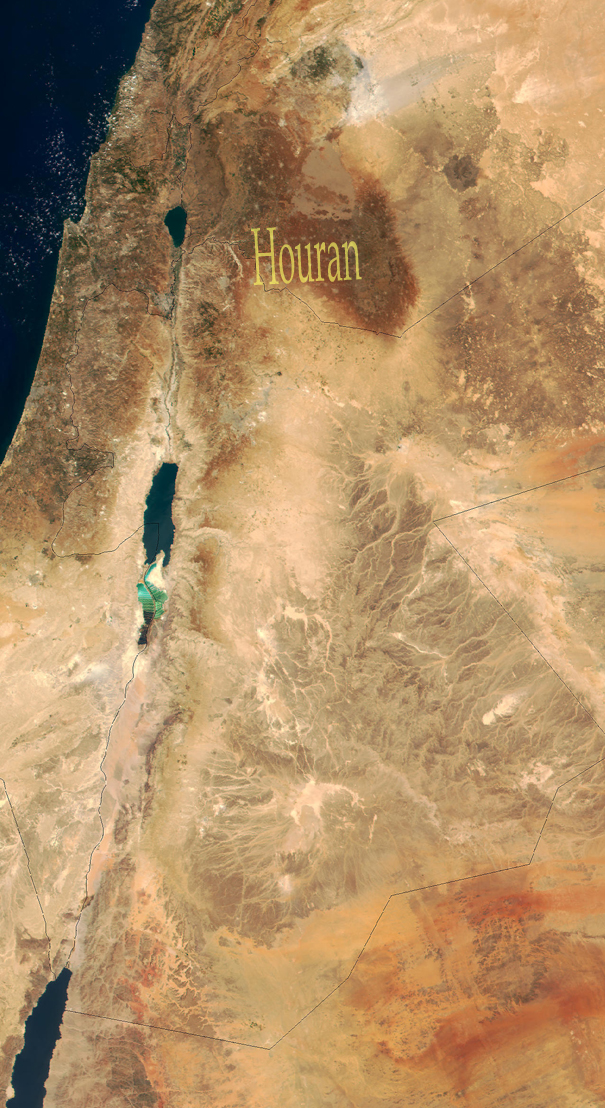
Houran

Huwwarah se află în Nordul Iordaniei, la aproximativ 5 km sud-est de Irbid. Face parte din Câmpiile noroioase din Houran. Houran se află la vest de Jabal ed Druzi și se întinde de la periferia Damascului de sud până la râul Zarqa din Iordania. Face parte din Bilad esh Sham.

## Istorie
Satul conține numeroase locuri unde au fost găsite unele monede din perioadele romană sau elenistică. În plus, există o secțiune agricolă la est de Huwwarah numită Dhahr El Muqhur (acoperișurile peșterilor), care se pare că este o necropolă la o așezare din apropiere care ar fi putut fi satul însuși. Acest lucru are sens perfect având în vedere faptul că Huwwarah se află în inima zonei care conținea uniunea Decapolis a zece orașe comerciale celebre, dintre care cele mai renumite sunt Jerash și Gadara (Umm Qais].
Nu se știe când a fost întemeiat Huwwarah. Unele dintre clădirile mai vechi din piatră din sat sugerează mijlocul secolului al XIX-lea. Totuși acestea, casele de paiantă trebuie să fi existat cu mult înainte de aceasta, pe baza numărului de generații pe care vârstnicii le-au raportat prin tradiția orală. Este de așteptat să existe cel puțin 12 generații până în prezent în Huwwarah, făcând data estimată a așezării între 1700 și 1750 CE.
În 1596, în timpul Imperiului Otoman, Huwwarah a fost remarcat în recensământ ca fiind situat în „nahiya”, din Bani Juhma în liwa din Hauran, cu o populație de 21 de gospodării și 11 burlaci; toți musulmani. Aceștia au plătit o cotă fixă de impozitare de 25 % pentru diverse produse agricole, inclusiv grâu, orz, culturi de vară, capre și stupi, pe lângă veniturile ocazionale; un total de 3.000 aspri. Jumătate din venituri, 1.500 aspri, au fost din grâu.
Istoria Huwwarah face parte din istoria Houranului. A se vedea Călătoriile în Siria și în Țara Sfântă a lui Johann Ludwig Burckhardt pentru o relatare a unei istorii relativ recente a zonei (iarna anului 1810).
În 1838 Huwwarah a fost semnalat ca o ruină.
Recensământul iordanian din 1961 a nmărat 2.342 de locuitori în Huwwarah.

## Dialectul iordanian Hourani sau Hawarné
Dialectul Hawarné este destul de diferit de cel principal iordanian levantin⁠(d), cu mai multe substantive în schimbare. Cea mai mare diferență ar fi pronunția Q și K; Q se pronunță ca un G dur, iar K este întotdeauna pronunțat ca un Ç („CH” ca în Charlie).

## Galerie

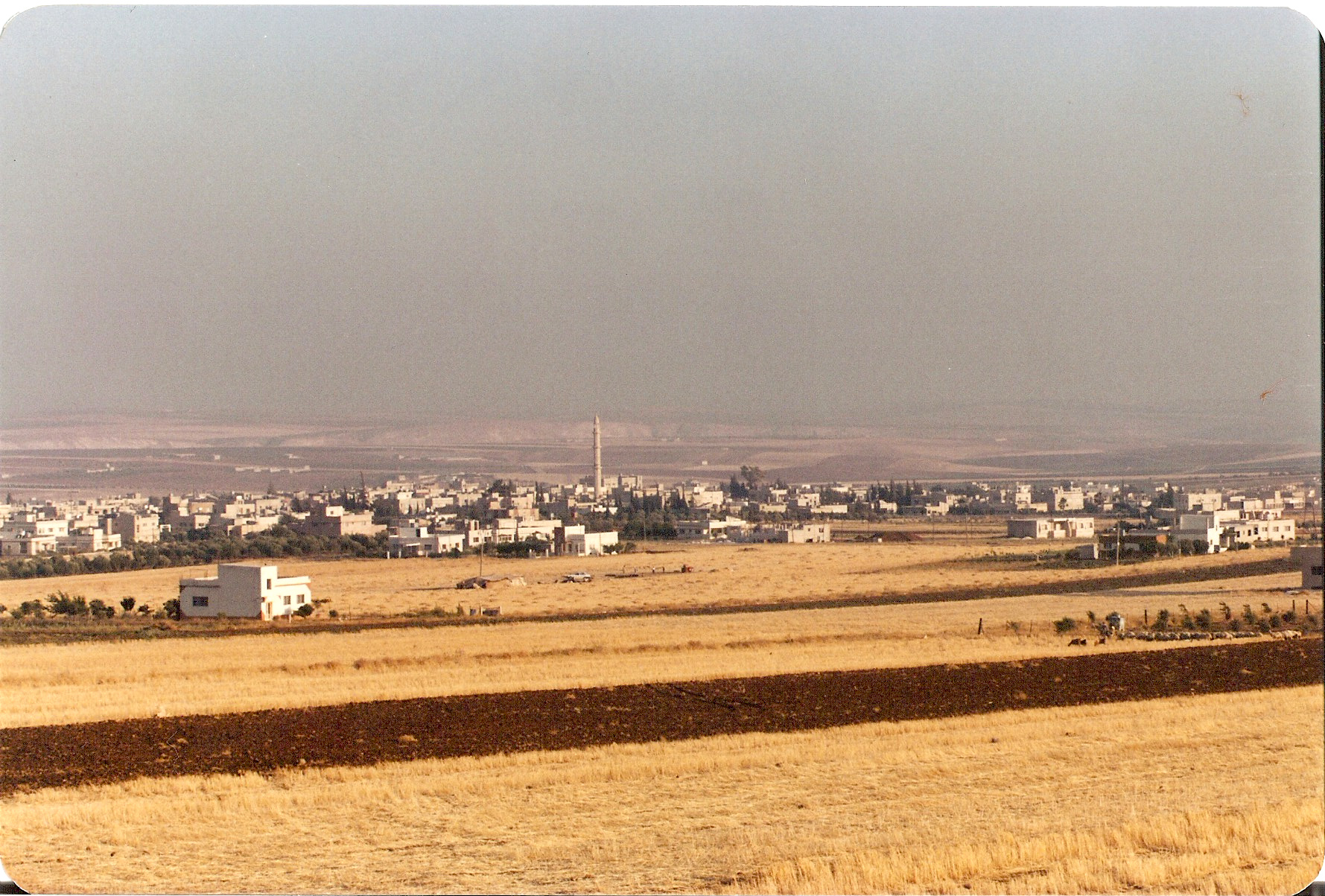
Huwwarah în iunie 1991
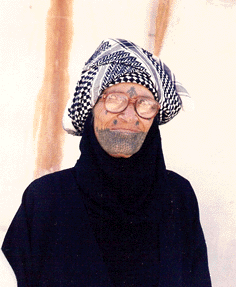
Femeie care poartă un Hattah
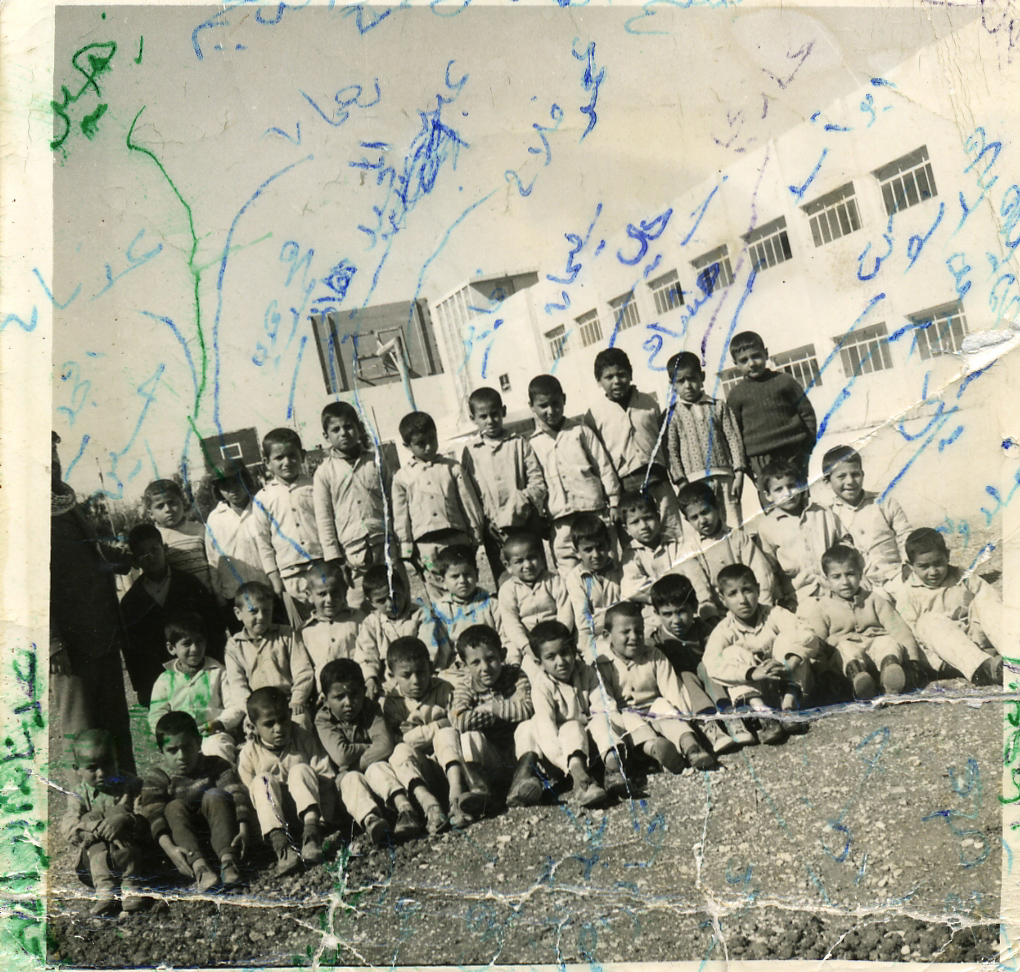
Clasa I 1972 la Al-Tatbeeqat
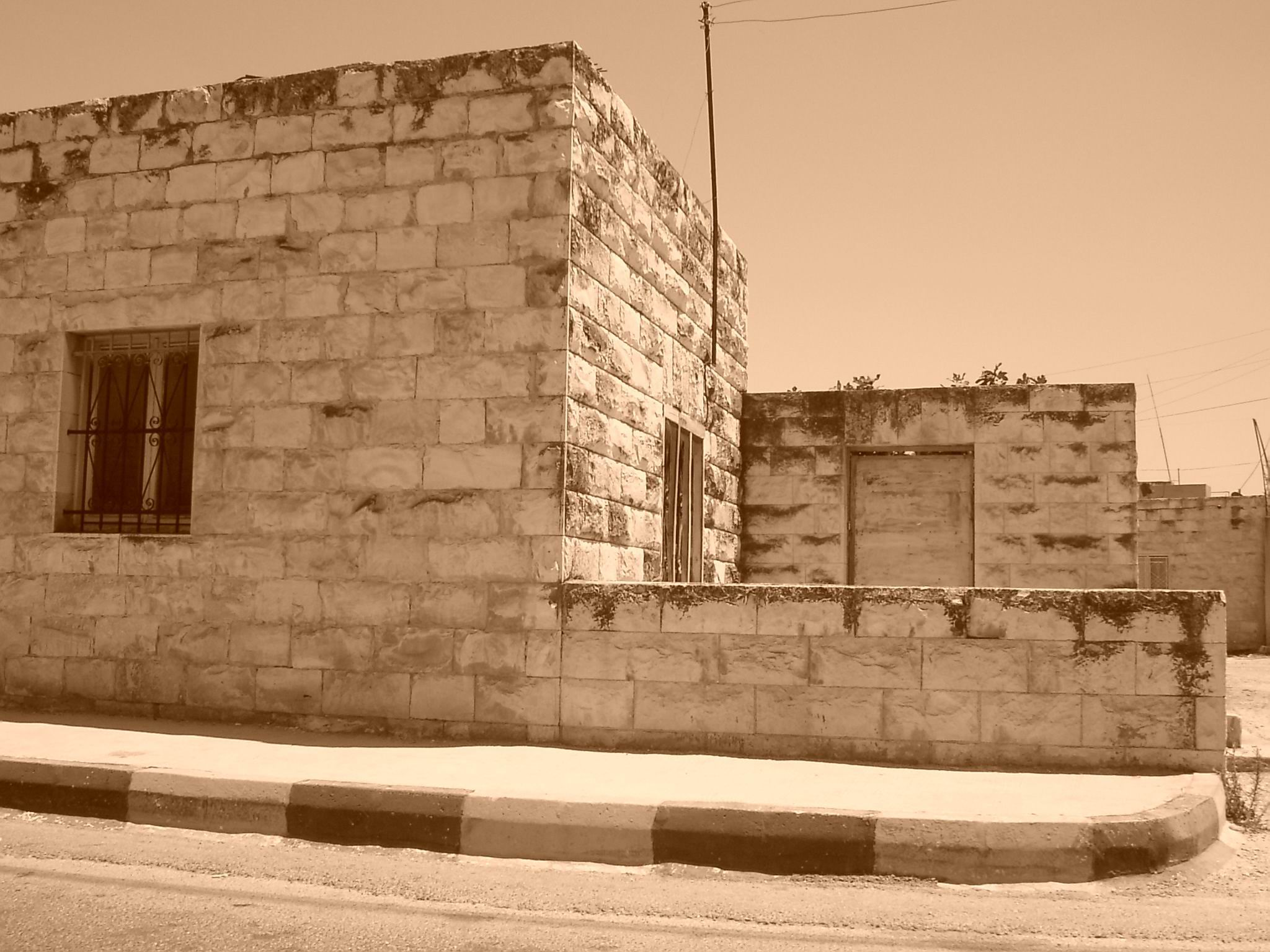
Dar Abu Habis (Dhaifallah el Mahmoud)
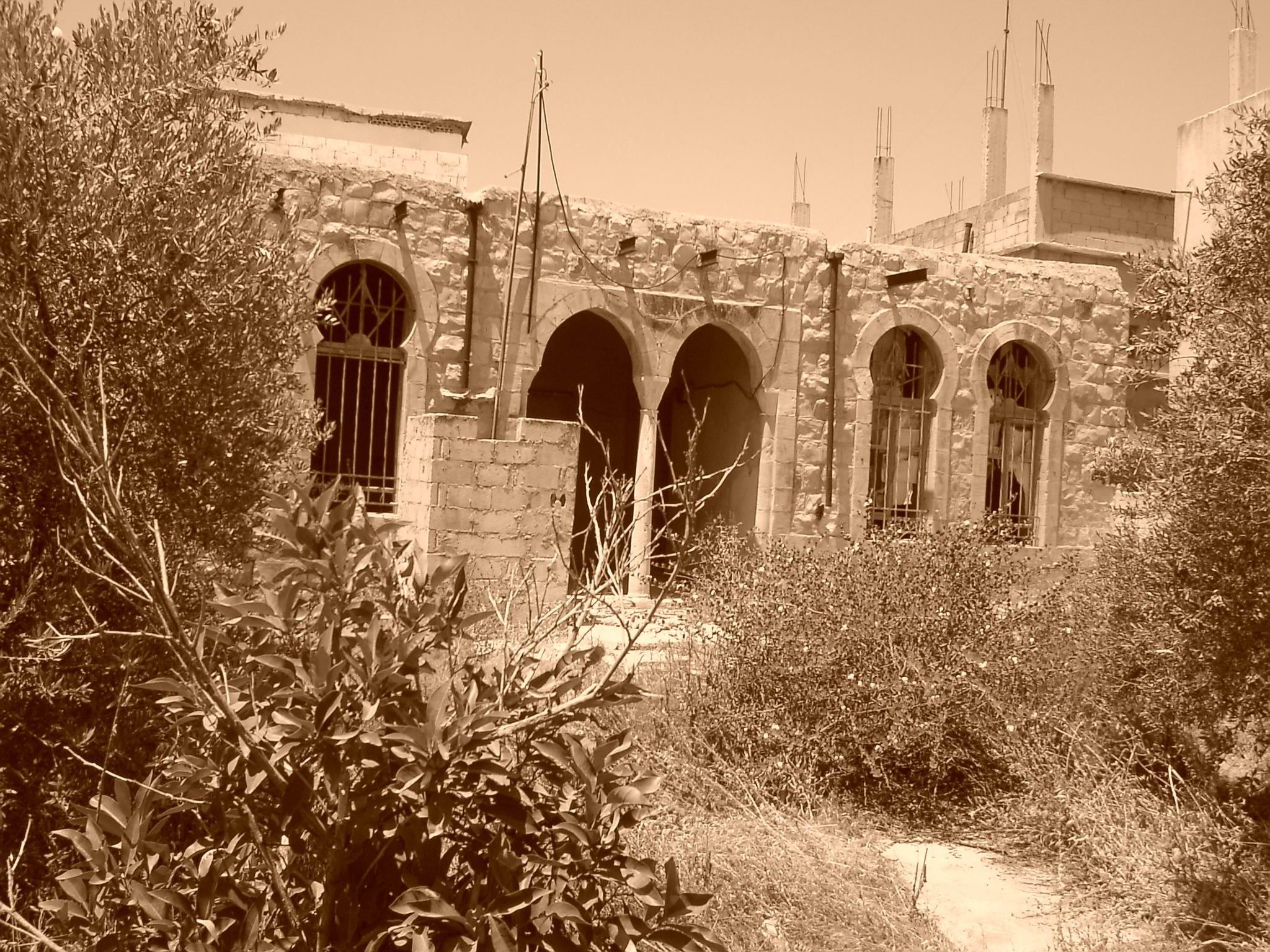
Dar Abu Ghaleb (Rasheed the Mahmoud)
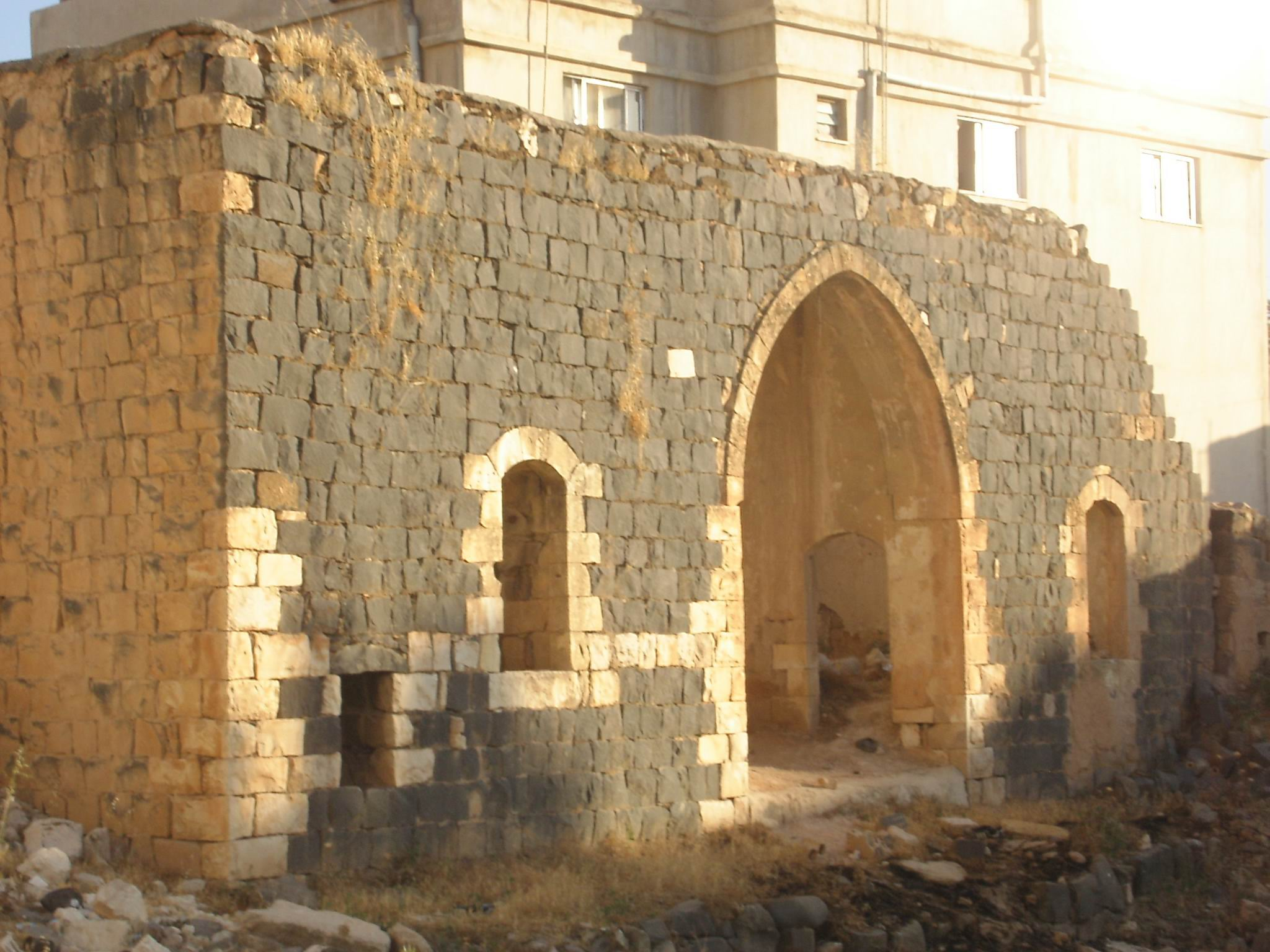
Dar Qasim Tanash (Ahmed Abdallah Jameel Gharaibeh)